# طه عياري
طه عياري (10 مايو 2005) هو لاعب كرة قدم سويدي من أصل تونسي - مغربي، وهو لاعب جناح هجومي في فريق آيك من الدوري السويدي الممتاز.

## نبذة شخصية
بدأ أياري لعب كرة القدم في نادي روسندا ‏ في عام 2010، وهو في الخامسة من عمره، قبل أن ينضم إلى فريق آيك المحلي بعد ذلك بعامين. بعد أن وصل إلى صفوف الشباب بالنادي، بدأ التدريب مع الفريق الأول في عام 2021.

## الحياة الشخصية
ولد طه لأب تونسي أوأم مغربية. وهو الشقيق الأصغر للاعب ياسين العياري المنتقل حديثا لفريق برايتون الإنجليزي (2023).

## وصلات خارجية
طه عياري على موقع اتحاد السويد (السويدية)
- طه عياري على موقع قاعدة بيانات كرة القدم.إي يو (الإنجليزية)
- طه عياري على موقع Soccerway.com (الإنجليزية)
- طه عياري على موقع عالم كرة القدم.نت (الإنجليزية)